# Орхус (стадіон)
Орхус (дан. Aarhus Stadion) — футбольний стадіон у місті Орхус, Данія, відкритий у червні 1920 року під назвою. З 2003 по 2006 був відомий як Атлетіон (дан. Atletion), з 2006 по 2015 як NRGi Park. Розрахований на 20 000 глядачів. 2011 року тут відбувалися матчі чемпіонату Європи з футболу серед молодіжних команд.